# Ivan Málek

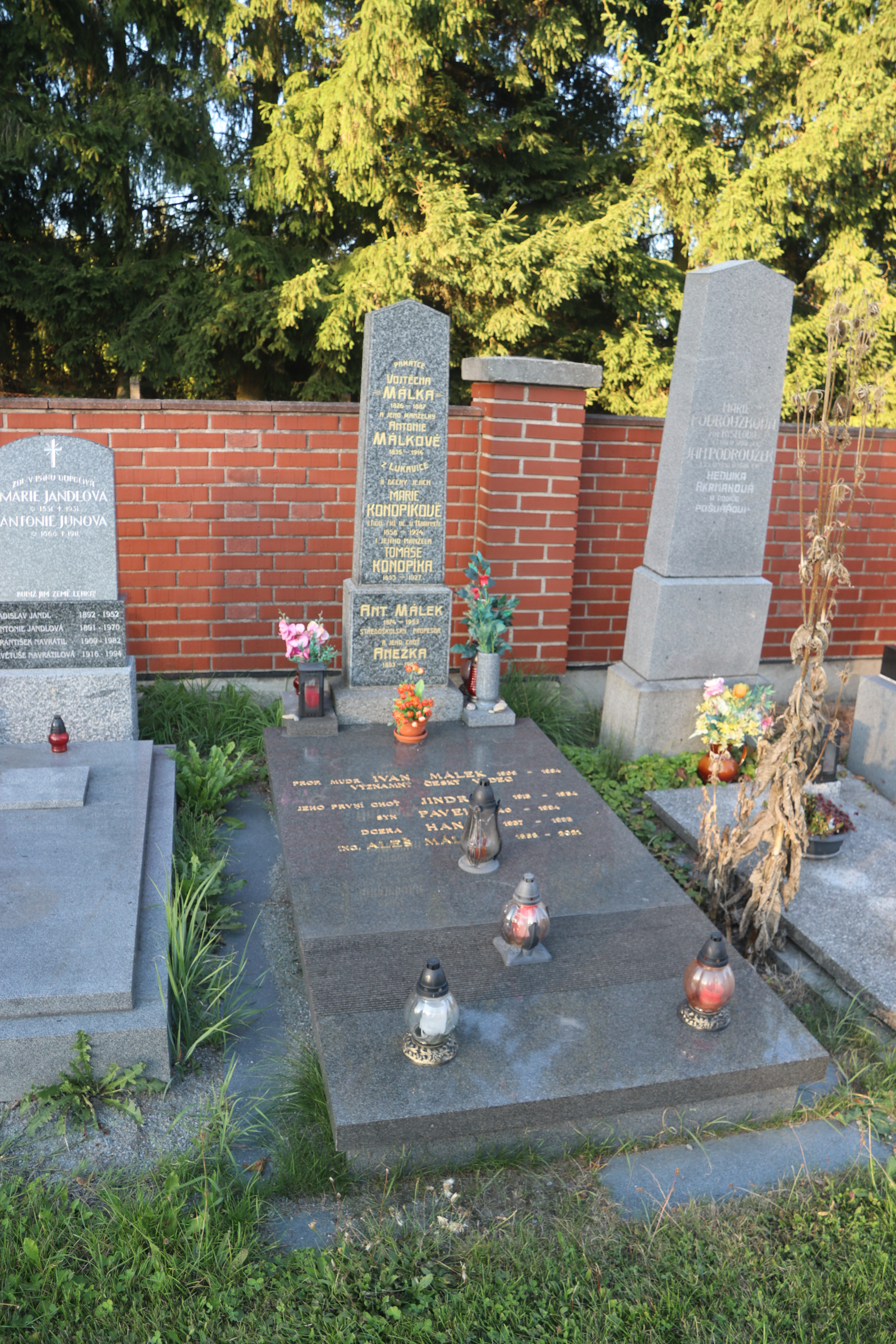
Hrobka rodiny Málkovy na městském hřbitově v Hlinsku

Ivan Málek (28. září 1909 Zábřeh – 8. listopadu 1994 Praha) byl český a československý lékař, mikrobiolog, člen Československé akademie věd, politik Komunistické strany Československa a poúnorový poslanec Národního shromáždění ČSSR a Sněmovny lidu Federálního shromáždění. V 50. letech představitel dogmatického stalinistického pojetí vědy. Po roce 1968 politicky a profesně odstaven.

## Biografie
Maturoval na Akademickém gymnáziu v Praze, pak absolvoval Lékařskou fakultu Univerzity Karlovy, kde promoval roku 1932. Od roku 1934 působil jako asistent v Bakteriologicko-sérologickém ústavu lékařské fakulty. V letech 1941-1944 byl zaměstnán ve Státním zdravotním ústavu. V období let 1944-1945 působil v laboratořích Fragnerovy farmaceutické továrny v Dolních Měcholupech. Během druhé světové války spolupracoval se skupinou komunisticky orientovaných lékařů, kteří připravovali projekt reformy československého zdravotnictví.
V roce 1945 absolvoval studijní cestu do USA a Kanady. V letech 1946-1950 byl docentem a později profesorem mikrobiologie a imunologie na Lékařské fakultě Univerzity Karlovy v Hradci Králové. V roce 1950 se stal ředitelem Ústředního ústavu biologického. Patřil mezi první osobnosti Československé akademie věd. Roku 1952 zakládal Biologický ústav ČSAV, který řídil. V letech 1962-1970 byl ředitelem Mikrobiologického ústavu ČSAV. Jako vědec se podílel na výzkumu vývoje nových léků. Stál u počátků tuzemského výzkumu antibiotik a je jedním ze zakladatelů Výzkumného ústavu antibiotik v Roztokách u Prahy.
Angažoval se i politicky. Od konce 40. let 20. století se v jeho vědecké tvorbě objevují ideologicky podmíněné teorie inspirované sovětským vědcem Trofimem Lysenkem. Potlačoval naopak tradiční genetické teorie Gregora Mendela. Coby aktivní komunista se zapojil i do širších politických debat. Kritizoval Masaryka, Čapka, „buržoazní objektivismus“ a další dřívější pilíře československé vědy. V roce 1955 vydal v tomto duchu propagandistickou publikaci Boj nového se starým v dnešní naší vědě. Od 60. let své původní teorie opouštěl. Byl tehdy místopředsedou ČSAV. Měl blízko k prezidentovi Antonínu Novotnému. Od roku 1965 byl předsedou Socialistické akademie.
Ve volbách roku 1960 byl zvolen za KSČ do Národního shromáždění ČSSR za Východočeský kraj. Podílel se na přípravě nové ústavy ČSSR z roku 1960. Mandát obhájil ve volbách v roce 1964. V Národním shromáždění zasedal až do konce jeho funkčního období v roce 1968.
12. sjezd KSČ ho zvolil za člena Ústředního výboru Komunistické strany Československa. 13. sjezd KSČ ho ve funkci potvrdil. Byl dvojnásobným laureátem státní ceny Klementa Gottwalda. Roku 1956 mu byl udělen korejský Řád rudého praporu. Získal Řád práce, byla mu udělena Leninova mírová cena, Zlatá medaile ČSAV a medaile J. E. Purkyně. K roku 1968 se profesně uvádí jako ředitel Mikrobiologického ústavu ČSAV z obvodu Hradec Králové.
Během pražského jara roku 1968 byl terčem kritiky jako představitel dogmatického novotnovského establishmentu. Po invazi vojsk Varšavské smlouvy do Československa ale odsoudil vpád sovětských jednotek do ČSSR. Proto byl s nástupem normalizace zařazen na seznam "exponentů pravice", postupně politicky i profesně odstaven a roku 1973 penzionován (roku 1970 ještě získal titul Dr. h. c. z univerzity v Toulouse). Jeho bratr Prokop Málek zůstal i za normalizace předním odborníkem na chirurgii.
Po federalizaci Československa usedl ještě roku 1969 do Sněmovny lidu Federálního shromáždění (volební obvod Hradec Králové), kde ale setrval jen do května 1970, kdy na poslanecké křeslo rezignoval. Na přelomu 60. a 70. let také skončila jeho stranická kariéra. Z postu v ÚV KSČ byl „uvolněn“ 26. září 1969.
Zemřel 8. listopadu 1994 v Praze ve věku 85 let. Pohřben byl na městském hřbitově v Hlinsku.